# Sidney Polak

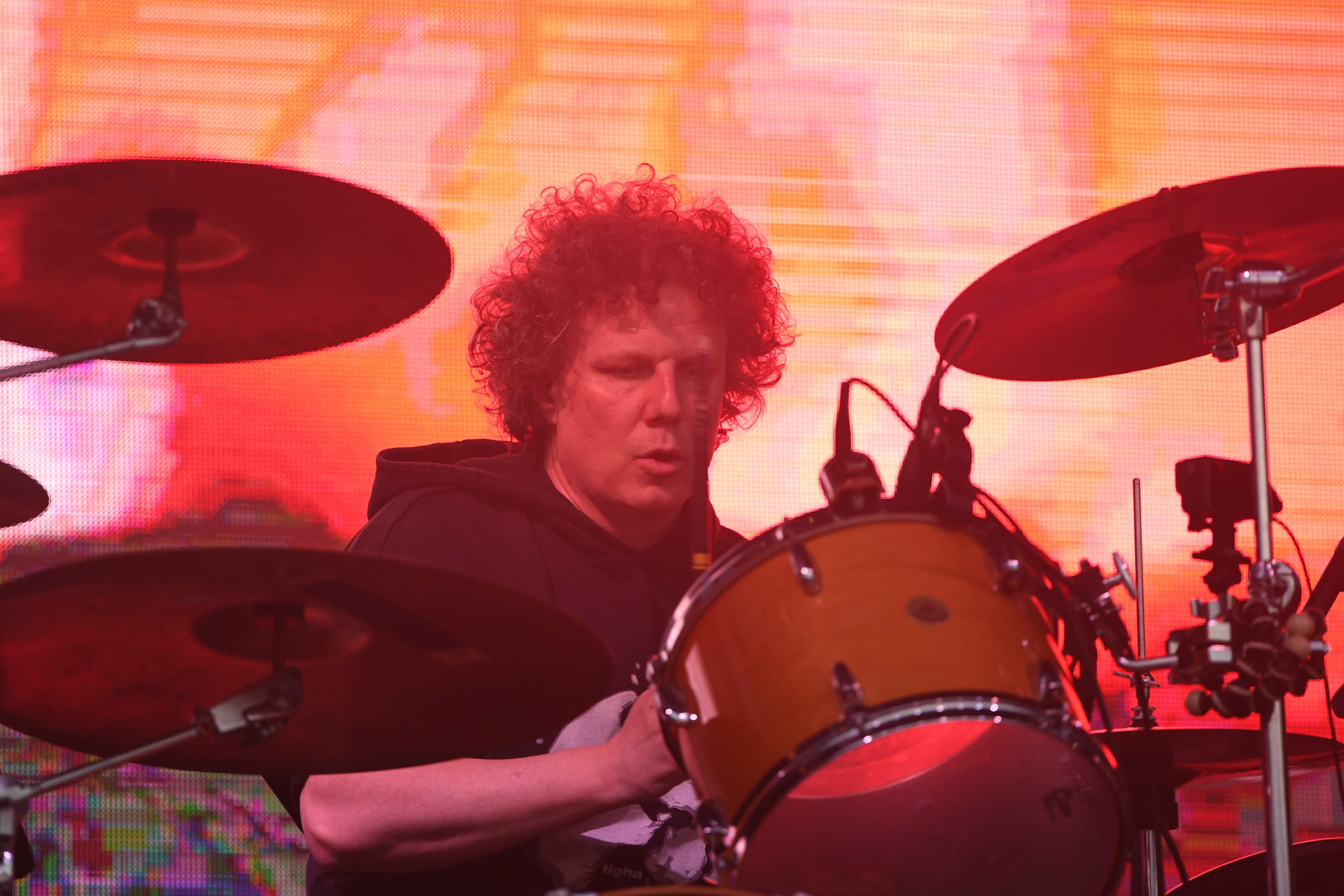
Sidney Polak, 2023

Sidney Polak (eigentlich Jarosław Marek Polak; * 7. Oktober 1972 in Warschau) ist ein polnischer Rockmusiker und Schlagzeuger.
Polak ist seit dem Jahre 1990 Schlagzeuger der polnischen Popgruppe T.Love, die in den letzten 15 Jahren eine Reihe von Hits hatte. Im Jahre 2004 startete er mit der CD Sidney Polak sein erstes Soloprojekt, in dem er eine Mischung aus Hip-Hop, Reggae und Folk versuchte. Inhaltlich verarbeitet er darin u. a. seine Jugendzeit in der Warschauer Hochhaussiedlung Chomiczówka, das Auseinanderfallen seiner Familie und die Erfahrungen mit der dreijährigen  Erwerbsmigration seiner Mutter in Deutschland. Das erfolgreiche Album wurde in insgesamt sechs Kategorien für den polnischen Musikpreis Fryderyk vorgeschlagen. 2009 erschien seine zweite CD mit dem Titel Cyfrowy Styl Życia.
In den 1990er Jahren versuchte sich Polak vergeblich an einem Soziologiestudium an der Universität Warschau. Später schloss er jedoch ein Studium der Angewandten Sozialwissenschaften ab. Polak ist geschieden und hat einen zehnjährigen Sohn. Er lebt in Warschau-Tarchomin.

## Diskografie

### Alben
- Sidney Polak (2004)
- Cyfrowy styl życia (2009)

### Singles
- www.tekila.pl (2004)
- Otwieram wino (mit Pezet) (2004)
- Chomiczówka (2004)
- Chorwat (2005)
- Siedem Grzechów Popkultury (2005)
- Stop Global Experiment (2005)
- Przemijamy (2005)
- Ragga-Rap (2006)
- Konstytucje 2006 (2006)
- Deszcz (2009)
- Skuter (2009)